# Серяков, Яков Памфилович
Я́ков Памфи́лович (Панфилович) Серяко́в (1818, Холопово, Костромская губерния — не ранее 1869) — российский скульптор-самоучка, резчик портретов из слоновой кости.

## Биография
Родился в 1818 году в семье крепостного крестьянина Памфила Серякова в селе Холопово Костромской губернии (ныне — в Солигаличском районе Костромской области).
В детстве с семьёй переехал в Петербург, где его отец с 1824 года торговал в Апраксином дворе; помогал отцу в торговле скобяными изделиями. В 1926 семья получила вольную.
В 1830-е годы самостоятельно освоил резьбу по кости, в 1839 вырезал автопортрет. В 1839 пытался поступить в Императорскую Академию художеств на казённое содержание для занятий «резным и скульптурным искусством под руководством опытных художников», однако зачислен не был, специальное образование так и не получил. В 1844 году был награждён перстнем за бюст великого князя Александра Николаевича, в 1848 — званием резчика портретов из слоновой кости.
Место и дата (после 1869?) смерти неизвестны.

## Творчество
Автор портретов современников: актёров, врачей, военных, купцов, представителей царской фамилии. Создавал пластины с рельефными изображениями, камерные настольные скульптуры. Его работы отличаются тонкой передачей индивидуальных черт персонажа, мягкой проработкой модели.
В числе его работ:
- бюст В. А. Жуковского (1852)[4]
- портрет императора Николая I (1854)[1][3]
- бюст князя П. Р. Багратиона (1854)[5]
- портрет митрополита Исидора (1856)[6]
- образ преподобного Исаакия Далматского — был преподнесён императором Александром II Исаакиевскому собору после его освящения в 1858 году[7]
- портрет Арины Родионовны (1850-е)[1][3]
- портреты великого князя Михаила Павловича, А. М. Гедеонова (1850-е), А. Е. Мартынова (1860-е), Тараса Шевченко (1862), В. В. Самойлова (1864)[1].

С 1842 года участвовал в выставках Императорской Академии художеств.
Работы Я. П. Серякова хранятся в Эрмитаже, в Русском музее, во Всероссийском музее А. С. Пушкина, в Государственном музее-памятнике «Исаакиевский собор», в Государственном музее-заповеднике «Петергоф», в Государственной Третьяковской галерее, в коллекции русской резной кости семьи Карисаловых; экспонируются на выставках.